# 李金亮
李金亮（1955年3月—），天津人，中华人民共和国政治人物。

## 生平
毕业于天津市第二师范学校，后任职于天津市河北区教育局。1997年，担任天津市市容管理办公室副主任。200年6月，担任天津市市容环境管理委员会副主任。2005年11月，担任天津华北地质勘查局党委书记。2006年9月，担任天津市和平区委副书记、代区长。2007年1月，担任区委副书记、区长。2008年5月，担任天津市和平区委书记。2013年1月，担任天津市政协党组成员、秘书长。2017年11月，因涉嫌严重违纪接受组织审查。